# Liam Noble

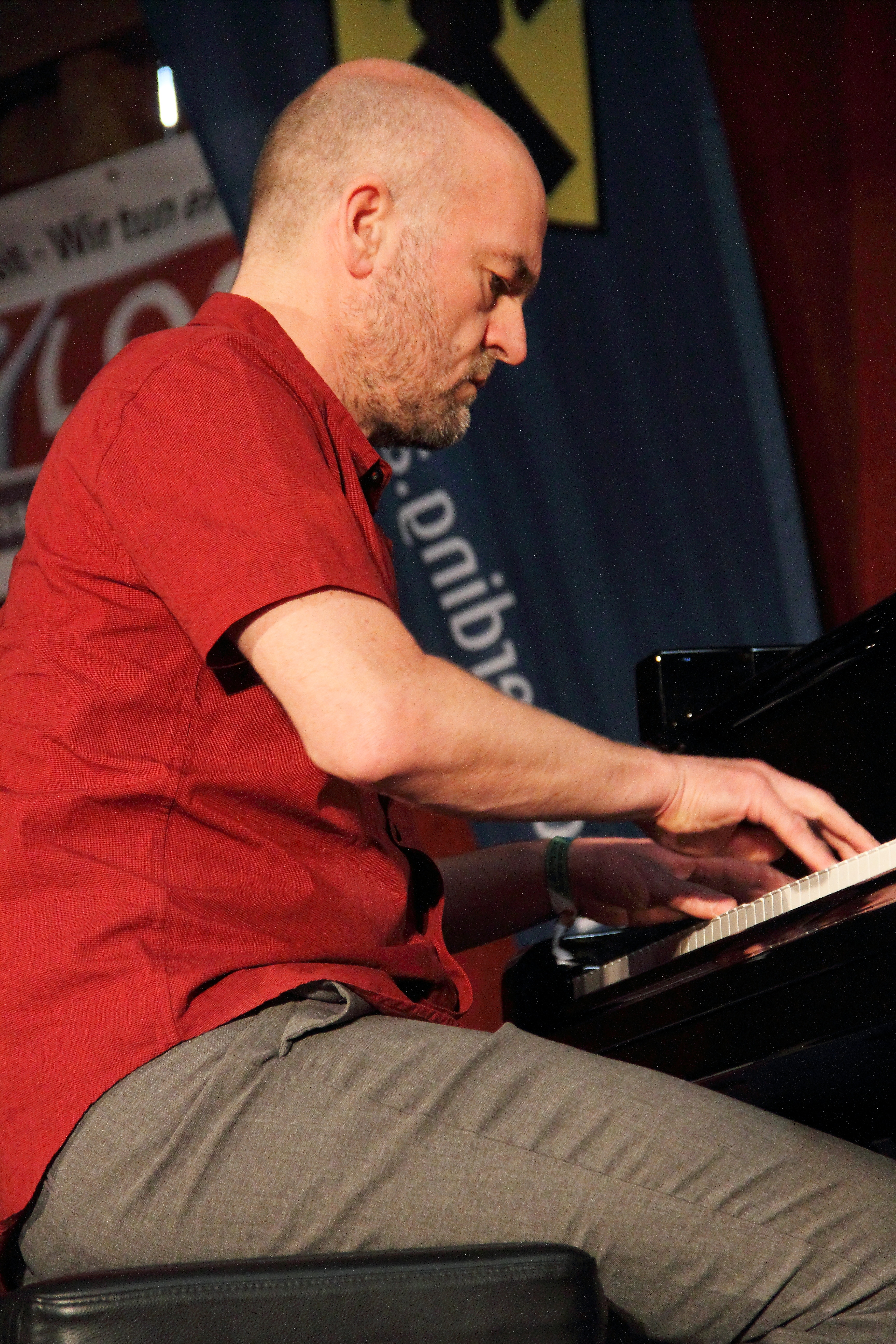
Mit dem Julian Siegel Quartet auf dem INNtöne Jazzfestival 2018

Liam Noble (* 15. November 1968 in London) ist ein britischer Jazz-Pianist.

## Leben und Wirken
Noble erhielt klassischen Klavierunterricht und interessierte sich für Jazz, nachdem er den Film Der Clou mit der Musik von Scott Joplin gesehen hatte.  Er studierte Musik in Oxford und bildete sich in der Guildhall School of Music im Jazzbereich fort. Dann arbeitete er mit Stan Sulzmann im Duo und im Quartett; daneben war er auch mit Harry Beckett, John Stevens, Anita Wardell (Why Do Yo Cry, 1995), Kenny Wheeler und immer wieder mit Tim Whitehead zu hören. 1994 legte er mit Close Your Eyes ein erstes Soloalbum vor. Weiterhin trat er mit Bobby Wellins (The Best Is Yet to Come), Christine Tobin (Tapestry Unravelled), Julian Siegel und Randy Brecker auf. Seit den späten 1990er Jahren konzentrierte er sich auf die Arbeit mit seiner eigenen Band, zu der zunächst Sulzman, Chris Biscoe, Paul Clarvis und Mike Hutton gehörten und mit der er auch auf zahlreichen Festivals spielte sowie mehrere Alben vorlegte, von denen die Kritik In the Meantime (2001) besonders herausstellte. Im Trio mit Bassist Dave Whitford und Drummer Dave Wickins veröffentlichte er 2009 ein Tribut-Album mit Kompositionen von Dave Brubeck. Im selben Jahr nahm er mit Ingrid Laubrock (und Tom Rainey) Laubrocks Album Sleepthief auf, dem 2011 The Madness of Crowds folgte. Im Trio von Mark Lewandowski beschäftige er sich auch mit Fats Waller.

## Diskographische Hinweise
- In the Meantime (Basho 2015, mit Stan Sulzmann, Chris Biscoe, Mick Hutton, Paul Clarvis)
- Romance Among the Fishes (Basho 2004, mit Phil Robson, Drew Gress und Tom Rainey)
- Ingrid Laubrock & Liam Noble Let's Call This … (Babel 2006)
- Brubeck (Basho 2009, mit Dave Whitford, Dave Wickins)
- A Room Somewhere (Basho 2015; solo)
- The Long Game (2019), mit Tom Herbert, Seb Rochford
- Paul Dunmall, Liam Noble, John Edwards, Mark Sanders: The Feeling Principle (FMR 2020)
- Paul Clarvis, Liam Noble & Cathy Jordan: Freight Train (2022)
- Lucky Teeth (2023), mit Geoff Simkins

## Lexigraphische Einträge
- Ian Carr u. a., The Rough Guide to Jazz. London: Rough Guide 2004; ISBN 978-1843532569
- John Chilton, Who’s Who of British Jazz. London: Continuum 2004; ISBN 978-0826472342